# South Beach
South Beach (2006) – amerykański serial obyczajowy nadawany przez stację UPN od 4 stycznia do 22 lutego 2006 roku. W Polsce nadawany był od 21 lipca 2006 roku na kanale TV4.

## Fabuła
Przyjaciele Matt (Marcus Coloma) i Vince (Chris J. Johnson), poszukując swojego miejsca w życiu, przenoszą się do South Beach.
Matt jest zafascynowany życiem, jaki w South Beach wiedzie jego dawna dziewczyna, modelka Arielle (Odette Annable). Vince – chociaż gotów jest zrobić wszystko, by osiągnąć sukces – odkrywa niebezpieczeństwa i mielizny, które otaczają to z pozoru idealne miejsce. Vincent ma nadzieję, że odmieni swoje życie, natomiast Matt utrzymuje, że jego jedynym celem jest zarobienie pieniędzy, które pozwolą mu na powrót na uniwersytet. Tak naprawdę chciałby wrócić do Arielle, która niestety, związana jest już z kimś innym.

## Obsada
- Marcus Coloma jako Matt Evans
- Chris Johnson jako Vincent
- Odette Annable jako Arielle „Ari” Casta
- Lee Thompson Young jako Alex Bauer
- Giancarlo Esposito jako Robert Fuentes
- Vanessa Williams jako Elizabeth Bauer
- Adrianne Palicki jako Brianna
- Meghan Ory jako Maggie Murphy